# Vino Nobile di Montepulciano

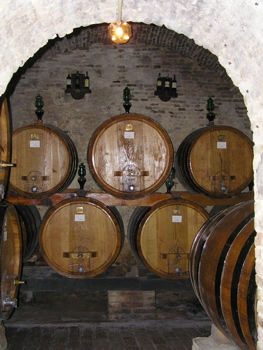
Weinfässer mit dem Vino Nobile in einer Cantina in Montepulciano

Der Vino Nobile di Montepulciano aus der Stadt Montepulciano in der Südtoskana gehört zu den drei großen Sangiovese-Weinen dieser Region. Bereits seit 1960 hatte der Wein eine Denominazione di origine controllata (DOC)-Einstufung. Seit dem 1. Juli 1980 verfügt die Herkunftsbezeichnung über den Status einer Denominazione di Origine Controllata e Garantita (DOCG), sie wurde am 7. März 2014 zuletzt aktualisiert.
Seinen Namen erhielt der „edle Wein“, weil er für Papst Paul III., der aus Montepulciano stammte, auf dessen Wunsch reserviert wurde. Eine alternative Erklärung für den Namen des Weines ist die Tatsache, dass es nur vornehmen Familien (Adel, Patriziat) erlaubt war, diesen Wein herzustellen.

## Anbau
Der Anbau und die Vinifikation der Weine sind ausschließlich in Montepulciano gestattet. Karte des Anbaugebietes.

## Herstellung
Die Rebsorte Sangiovese (lokal „Prugnolo Gentile“ genannt) muss mit mindestens 70 % den Hauptanteil ausmachen. Andere Rebsorten, die oft für den Verschnitt bis zu einer Höchstgrenze von 30 % verwendet werden, müssen für den Anbau in der Toskana zugelassen sein. Es sind hauptsächlich die Rebsorten Canaiolo, Trebbiano und Malvasia Bianca Lunga. Der Anteil an weißen Rebsorten darf 5 % nicht übersteigen.
Auch bei diesem Wein gibt es von den meisten Produzenten einen „Zweit-Wein“, den Rosso di Montepulciano DOC, der preislich etwas günstiger ist.

## Beschreibung
Gemäß Denomination:
- Farbe: rubinrot – tendiert mit zunehmender Reife zu granatrot
- Geruch: intensiv, ätherisch, charakteristisch
- Geschmack: trocken, ausgewogen und anhaltend, kann einen Hauch von Holz aufweisen
- Alkoholgehalt: mindestens 12,5 Vol.-%, für „Riserva“: 13,0 Vol.-%
- Säuregehalt: mind. 4,5 g/l
- Trockenextrakt: mind. 23,0 g/l